# Swietłana Galant
Swietłana Aleksjejewna Galant (ros. Светлана Алексеевна Галянт, ur. 23 maja 1973) – radziecka, a potem rosyjska judoczka i sambistka. Olimpijka z Atlanty 1996, gdzie zajęła siódme miejsce w wadze półciężkiej.
Uczestniczka mistrzostw świata w 1997. Startowała w Pucharze Świata w latach 1995-2000 i 2003. Brązowa medalistka mistrzostw Europy w drużynie w 1996 i 1999, a także igrzysk wojskowych w 1999. Dwa medale na MŚ wojskowych. Mistrzyni Rosji w 1998, 1999 i 2001; druga w 1993, 1994 i 2003; trzecia w 1995, 1997. Trzecia na mistrzostwach WNP w 1992 roku.
Mistrzyni świata w sambo w 2000, 2006, 2008, 2010 i 2011. Mistrzyni Europy w 2001, 2006, 2007, 2008, 2010 i 2011 roku.

## Letnie Igrzyska Olimpijskie 1996
| Konkurencja | Eliminacje             | Repasaże               | Repasaże              | Klas. końcowa |
| Konkurencja | Przeciwnik I           | Przeciwnik I           | Przeciwnik II         | Miejsce       |
| ----------- | ---------------------- | ---------------------- | --------------------- | ------------- |
| 72 kg       | Ulla Werbrouck (BEL) P | Cristina Curto (ESP) Z | Ylenia Scapin (ITA) P | 7.            |